# Birmingham Fire
Els Birmingham Fire van ser una franquícia de futbol americà de Birmingham (Alabama) que participà en la World League de futbol americà durant els anys 1991 i 1992. L'equip jugà a l'estadi de Legion Field, jugant els playoffs les dues temporades. Amb la suspensió d'operacions de la competició de l'any 1992 l'equip va desaparèixer. L'any 1995, la franquícia va ressorgir a Düsseldorf (Alemanya) amb l'aparició dels Rhein Fire de la National Football League Europe.